# Shirak Avia
Shirak Avia LLC ist eine armenische Fluggesellschaft mit Sitz in Jerewan und Basis auf dem Flughafen Jerewan.

## Geschichte
Shirak Avia wurde 2019 gegründet. Der Name der Fluggesellschaft bezieht sich auf die Provinz Schirak im Nordwesten Armeniens, in der die zweitgrößte Stadt des Landes, Gyumri, liegt.

## Flugziele
Shirak Avia bietet internationale Flüge nach Moskau, Saratow, Nischni Nowgorod, Perm und Ufa an.

## Flotte
Mit Stand August 2024 besteht die Flotte der Shirak Avia aus zwei Flugzeugen mit einem Durchschnittsalter von 28,6 Jahren.
| Flugzeugtyp    | Anzahl | bestellt | Anmerkungen | Sitzplätze | Durchschnittsalter |
| -------------- | ------ | -------- | ----------- | ---------- | ------------------ |
| Boeing 737-500 | 2      |          |             | 131        | 28,6               |
| Gesamt         | 2      | -        |             |            | 28,6               |